# Електричний контакт (стан)
Електри́чний конта́кт (англ. electric contact) — сполучення двох провідників, що дотикаються, з метою передавання електричної енергії від одного провідника до іншого. Цей стан може бути охарактеризований тим, наскільки добре контакт проводить електричний струм, тобто контактним опором (англ. contact resistance), що створює контакт. Сполучені контактом провідники носять назву «контактна пара».

## Загальна характеристика
У будь-якому електрообладнанні чи електронній апаратурі повинні здійснюватися електричне з'єднання і роз'єднання окремих кіл та блоків, тому до складу апаратури обов'язково входять з'єднувальні та комутаційні елементи. Основною частиною цих елементів є деталі під назвою «електричні контакти». Зі збільшенням складності апаратури значно зростає число застосувань електричних контактів, а від їх працездатності у значній мірі залежить надійність всієї апаратури в цілому. Понад 45% виходів з ладу апаратури спричинені відмовами в електричних контактах.

## Контактний опір
Контактний опір формується внаслідок двох причин:
- звуження або стягування ліній струму в зоні стикання деталей, що контактують;
- наявності оксидних, сульфідних та інших плівок з великим питомим електричним опором в зоні контактування.

### Звуження ліній струму у зоні контакту
У загальному випадку електричний контакт містить дві поверхні провідників, яких механічно притискають один до одного. Метали, що використовуються в контактах, зазвичай є полікристалічними речовинами. Вони складаються з множини малих областей (зерен або кристалітів) неправильної форми, хаотично розташованих одна відносно одної.
Після механічної обробки поверхня металів стає шорсткою, тобто складається з виступів кристалітів та їх уламків (висота виступів 10…100 мкм). Механічним та хімічним поліруванням середній розмір нерівностей поверхні зменшують до одиниць мікрометрів. Однак на поверхні обробки при цьому утворюється тонкий шар з механічними та електричними властивостями, відмінними від властивостей вихідного матеріалу. Цей шар, що називають шаром Бейлбі (англ. Beilby layer), виникає в результаті руйнування найбільших виступів й подальшого впресовування їх уламків у впадини мікрорельєфу. При цьому значна частина кристалітів зазнає окиснення, їх електричний опір та твердість зростають.
Виходячи з описаних вище фактів і явищ, реальна площа контактування фактично є на один-два порядки меншою від уявної площі контактування.

### Оксидні, сульфідні та інші плівки у зоні контакту
Вплив на контактний опір плівок мікронної товщини пояснюється тим, що ці плівки мають дуже великий питомий опір, який на багато порядків перевищує питомий опір чистих металів.
На поверхні металі, що перебуває в атмосферних умовах, утворюються діелектричні й напівпровідникові плівки. Це у першу чергу оксидні плівки, товщина яких залежить від швидкості дифузії кисню в метал й металу в оксидні плівки, від температури, тиску й хімічного складу середовища оточення. Найчастіше матеріалом контакту є мідь. Швидкість дифузії йонів міді в оксид зменшується по мірі зростання його товщини, тому швидкість росту плівки у часі поступово прямує до нуля. На поверхні міді утворюється плівка товщиною, що є сталою для заданих зовнішніх умов. Плівка оксиду відіграє пасивуючу роль, але її структура руйнується при утворенні контакту.
Одночасно виникають так звані плівки потьмяніння. Вони виникають в атмосфері, що містить сірководень, що активно взаємодіє з металами. В результаті на поверхні відбувається синтез сульфідів, що за електричними властивостями належать до напівпровідників чи, навіть, діелектриків.
Такі плівки не дають ефекту пасивування, а їх механічні властивості допускають значні деформації без руйнування структури.
Інші поверхневі плівки (полімерні або водяні) суттєво впливають на властивості контактів лише у режимі мікрострумів.

### Вплив контактного натиснення
Контактний опір дуже сильно залежить від контактного натиснення (англ. contact force). Наприклад, контактний опір між терміналами полюса вакуумного відмикача при контактному натисненні 4000 Н не повинен перевищувати 11 мкОм, а контактний опір між виводами мініатюрного електромагнітного реле може сягати одиниць Ом (при контактному натисненні порядку 10 мН). Такий сильний вплив контактного натиснення на контактний опір пояснюється тим, що реально контактування відбувається через мікроскопічні горбки на поверхнях контактів, тому при збільшенні контактного натиснення ці виступи сплющуються, фактична площа контактування збільшується, а плівки руйнуються.

## Експлуатаційні характеристики контактного з'єднання

Звуження ліній струму та виникнення електричної дуги у зоні контакту

Так як контактна пара має шорстку поверхню, в результаті чого контакт відбувається лише на окремих ділянках, що носять назву «контактні плями», їх відносна площа суттєво впливає на інші технічні параметри контакту.
До переліку основних електричних параметрів контакту належить його контактний опір у зоні переходу між двома металами.
Крім контактного опору іншим важливим параметром електричного контакту є максимальний струм Imax, що може бути пропущений через контакт без порушення його працездатності. При проходженні через замкнутий контакт струму Imax в контакті втрачається потужність, контакт нагрівається, що може призвести до окиснення металу й до зростання контактного опору. У результаті температура контакту буде зростати аж до розривання кола.
За великих струмів можливим є оплавлення поверхні металу, що спричиняє взаємне приварювання контактних пар. При розмиканні контакту під електричним навантаженням можливе також утворення електричної дуги між провідниками контактної пари, що при великих струмах може привести до окиснення, електричної ерозії й зварювання контактів.
При роботі контактів в колах з напругою порядку одиниць мікровольт чи у режимі мікрострумів слід враховувати термо-ЕРС, що виникає у перехідній зоні. Величина й напрям термо-ЕРС визначаються електродними потенціалами матеріалів контактів та їх температурою. Якщо температура провідників контактної пари є однаковою, термо-ЕРС дорівнює алгебраїчній різниці електродних потенціалів і може довільно змінюватись у часі за величиною.
Малу різницю контактних потенціалів слід забезпечувати також для того, щоб виключити появу у вологому середовищі гальванічної пари — це може викликати корозію провідників контактної пари.
У контакті при протіканні через нього струму неминуче виникають струмові шуми. Термо-ЕРС і ЕРС шумів спричиняють спотворення електричного сигналу, що проходить через контакт, що є особливо помітним при малих напругах та струмах.

## Зношування контактів

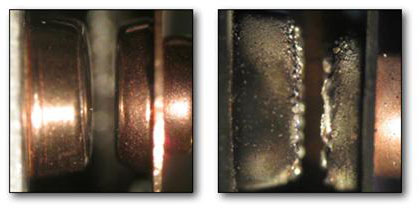
Електричні контакти до початку експлуатації (ліворуч) і ушкоджені ерозією після 100000 циклів спрацювань (праворуч)

За тривалої експлуатації відбуваються процеси механічного та електроерозійного зношування контактної пари. Після багаторазового з'єднання і роз'єднання контакту виникають зміни геометричних розмірів і стану поверхні контактних пар. Це обумовлено декількома процесами, пов'язаними між собою.
Усі контакти за умовами роботи поділяються на два типи: ковзні й розривні (торцеві).

### Зношування ковзних контактів
Ковзні контакти забезпечують проходження електричного струму від нерухомої частини пристрою до рухомої (потенціометри, реостати, генератори, двигуни постійного струму тощо).
Особливим різновидом є площинні ковзні контакти (наприклад, в електродвигунах). У них істотну роль грає абразивний характер зношування, пов'язаний з ковзанням одного елемента контактної пари по поверхні іншого. Так як переміщення здійснюється під навантаженням, то при струмі 0,5…1 А відбувається інтенсивна електрична ерозія, пов'язана з іскрінням або дугоутворенням. При цьому температура окремих ділянок в зоні механічного контакту може досягти температури плавлення і навіть кипіння матеріалу контакту. Внаслідок цього відбуваються випаровування і розбризкування металу. Матеріали для ковзних контактів повинні мати низький питомий опір, мале падінням напруги на контактах, високу стійкість до стирання, повинні зберігати працездатність на високих швидкостях.

### Зношування розривних контактів
Розривні (торцеві) контакти забезпечують кероване періодичне замикання й розмикання електричних кіл протягом тривалого часу експлуатації (реле, пускачі, електромеханічні перетворювачі, переривники). Такі умови роботи викликають в них зварювання контактів, ерозію, корозію, механічний знос, що приводить їх до руйнування.
Матеріали для розривних контактів працюють у найскладніших умовах. Вони не лише повинні мати маоий питомий опір, малий спад напруги на контактах, але й бути стійкими до механічного та електричного зношування.
Усі розглянуті процеси роблять вплив на зносостійкість контакту, під якою розуміють гранична кількість циклів роботи контакту після якої величина контактного опору виходить за межі допустимих значень. Залежно від призначення контакти повинні забезпечити від 100 до 108 циклів замикань-розмикань.